# Велишковци
Велишковци су насељено место у саставу града Белишћа у Осјечко-барањској жупанији, Република Хрватска.

## Историја
До територијалне реорганизације у Хрватској налазили су се у саставу старе општине Валпово.

## Становништво
На попису становништва 2011. године, Велишковци су имали 685 становника.

## Попис1991.
На попису становништва 1991. године, насељено место Велишковци је имало 785 становника, следећег националног састава:
| Попис 1991.‍  | Попис 1991.‍  | Попис 1991.‍ | Попис 1991.‍ | Попис 1991.‍ |
| ------------ | ------------ | ----------- | ----------- | ----------- |
|              |              |             |             |             |
| Хрвати       | Хрвати       |             | 754         | 96,05%      |
| Југословени  | Југословени  |             | 9           | 1,14%       |
| Срби         | Срби         |             | 3           | 0,38%       |
| Муслимани    | Муслимани    |             | 1           | 0,12%       |
| Румуни       | Румуни       |             | 1           | 0,12%       |
| Словенци     | Словенци     |             | 1           | 0,12%       |
| неопредељени | неопредељени |             | 6           | 0,76%       |
| непознато    | непознато    |             | 10          | 1,27%       |
| укупно: 785  |              |             |             |             |